# 北袋町 (さいたま市)
北袋町（きたぶくろちょう）は、埼玉県さいたま市大宮区の町名である。現行行政地名は北袋町一丁目及び北袋町二丁目。住居表示未実施地区。郵便番号は330-0835。

## 地理
埼玉県さいたま市大宮区の南端部に位置する。北側に天沼町、吉敷町（ともにさいたま市大宮区）、南側に上木崎（さいたま市浦和区）、西側に新都心（さいたま市中央区）、東側に大原（さいたま市浦和区）と接する。
地形は見沼低地西岸の大宮台地上に位置する。北東部には見沼の低地が入り込み、中央部にかけて見沼代用水西縁が大宮台地の縁に沿うように大きく蛇行している。北側の天沼町との境には高沼用水路が流れ、コクーン新都心付近の大宮台地を暗渠で通過、中山道との交差地点で高台橋が架かる。地名の「袋」は「フクラ」の意で、水流の屈曲によって作られた広い平地を指すとされている。
かつては見沼に面した東部（現・北袋町二丁目）には耕地が、中山道が通る西部（現・北袋町一丁目）には山林が広がっており、東部は見沼代用水西縁を利用した船運が盛んであった。昭和に入って三菱が中山道側の林を拓いて研究所を置き、以降その周辺に工場や住宅が造成された。三菱研究所の敷地は一丁目の大半を占めていた。
2000年にさいたま新都心駅が隣接地域に開業したことで交通利便性が増し、工場からマンションやオフィスビルへの転換が進んでいる。2015年からは三菱の研究所跡地で区画整理が進められている（北袋町一丁目地区）。さいたま新都心バスターミナルも当町に所在する。また、さいたま市役所新庁舎の移転地としてさいたま市議会により可決されたが、移転後の住所表記は検討する旨の付帯決議がされた。

## 歴史
北袋町の地域は元々木崎村（現・さいたま市浦和区）の一部であったが、木崎村が浦和町へ編入される際に分離され、大宮町へ編入されたという経緯がある。
このあたり一帯は中世末期頃より存在した高鼻荘に属していた。
江戸時代は幕府領で武蔵国足立郡大宮領に属する北袋村で、下原刑場として野原が広がっていた。村高は正保年間の『武蔵国田園簿』では59石余（田23石余、畑35石余）、『元禄郷帳』では83石余、『天保郷帳』では92石余。化政期の戸数は25軒で、村の規模はおよそ東西3町南北4町余であった。
明治初期には地内を通る中山道（現在の旧中山道）にて内国通運株式会社（現・日本通運）の郵便馬車（高崎〜東京）が強盗に襲われ、現金等が強奪されるという事件が発生している。見沼代用水西縁が地域の東縁に沿って流れており、江戸時代〜明治時代にかけてこれを利用した舟運が盛んであった。
昭和期に現在の北袋町一丁目の大半の地域に三菱マテリアル総合研究所が設置され、地区のほとんどが研究所となっていたが、1959年に敷地内に原子炉が建設され、反対派による民事訴訟に発展した。後に和解が成立し、原子炉も撤去されたが、敷地の放射性廃棄物や重金属類等による汚染問題が発覚し、社会問題化した。
研究所主要施設の茨城県那珂市への移転に伴い10年以上に及ぶ土壌浄化工事が行われ、2007年に一部施設を残し移転が完了した。跡地は2015年より、三菱マテリアルの自社施行による区画整理が行われており、2017年度の完成を予定している。2016年には先行して造幣局が東京都豊島区から移転、2017年には大宮警察署が大宮区土手町から、埼玉県警察科学捜査研究所が浦和区木崎から移転した。また、さいたま市が防災都市公園とバスターミナルを置くことが決定している他、市内企業のしまむらも土地を取得した。

### 年表
- 1666年（寛文8年） - 北袋村が中山道大宮宿の助郷（常助村）に指定。なお、正徳・安永年間は日光御成街道大門宿の助郷にも出役していた。
- 1728年（享保13年） - 見沼が干拓され、見沼代用水が開削[8]。
- 1731年（享保16年） - 見沼通船が開始、北袋河岸が設置[9]。
- 1828年（文政11年） - 大宮宿寄場55ヶ村組合に所属[6]。
- 1868年（慶応4年）6月19日 - 武蔵知県事・山田政則（忍藩士）の管轄となる。
- 1869年（明治2年） 
  - 1月13日 - 武蔵知県事・宮原忠英の管轄区域に大宮県を設置、同県の管轄となる。県庁は東京府馬喰町に置かれる。
  - 9月29日 - 県庁が浦和に置かれ浦和県に改称。
- 1871年（明治4年）11月13日 - 第1次府県統合により埼玉県の管轄となる。
- 1872年（明治5年） - 埼玉県第二十二区に所属。
- 1874年（明治7年） - 見沼通船会社設立。第九会社が北袋に設置。
- 1879年（明治12年）3月17日 - 郡区町村編制法により北足立郡に所属。
- 1881年（明治14年）1月24日 - 中山道北袋地内にて、内国通運株式会社（現・日本通運）の郵便馬車（高崎〜東京）が強盗に襲われ、現金等が強奪される[10][11]。未解決事件となった。
- 1884年（明治17年） - 瀬ケ崎村連合戸長役場に所属。
- 1889年（明治22年）4月1日 - 町村制施行によって上木崎、下木崎、駒場、瀬ヶ崎、針ヶ谷、本太、北袋、木崎領領家の8箇村が合併し、北足立郡木崎村成立。木崎村の大字北袋となる。
- 1931年（昭和6年） - 見沼通船廃止。
- 1932年（昭和7年）4月1日 - 木崎村のうち、北部の大字北袋を除く大部分が同郡谷田村と共に浦和町へ編入され、大字北袋は大宮町へ編入される[11][12][13]。
- 1939年（昭和14年） - 三菱金属鉱業（現・三菱マテリアル）の鉱業研究所が東京都品川区から移転。後に中央研究所、総合研究所と改称。
- 1940年（昭和15年）11月3日 - 大宮町が三橋村、大砂土村、宮原村、日進村と合併して大宮市となり[12]、その大字となる。
- 1954年（昭和29年）10月20日 - 区画整理事業の実施により大字北袋の一部から北袋町一・二丁目が成立[14]。残部は1955年（昭和30年）2月1日 に天沼町二丁目[15]、1955年（昭和30年）7月1日 に吉敷町四丁目の一部となる[14][6]。
- 1956年（昭和31年）10月20日 - 地内に「むつみ幼稚園」が開園する[16]。
- 1958年（昭和33年） - 一部を浦和市に編入[6]。
- 1959年（昭和34年） - 三菱金属鉱業が鉱業研究所に原子炉を建設し、社会問題となる。後に訴訟となり、原子炉撤去を明文化した和解が成立（三菱マテリアル総合研究所#原子炉と訴訟）。
- 1970年（昭和45年） - 地内に公営大宮北袋住宅（30戸）や公営大宮埼玉エルビー住宅（27戸）が建設される[6]。
- 2001年（平成13年）5月1日 - 大宮市が浦和市、与野市と合併しさいたま市となり、同市の町名となる。同年、三菱マテリアルが総合研究所の茨城県那珂市への移転を開始。
- 2003年（平成15年）4月1日 - さいたま市が政令指定都市に移行し、さいたま市大宮区の町名となる。同時にさいたま新都心土地区画整理事業区域西側地域の換地処分が完了したことで、北袋町一丁目の一部がさいたま市中央区新都心に編入された[17]。
- 2006年（平成18年）8月4日 - 首都高速埼玉新都心線が北袋町に開通。
- 2007年（平成19年） - 三菱マテリアル総合研究所、一部施設を残して移転完了。
- 2015年（平成27年） - 三菱マテリアルが北袋町1丁目土地区画整理事業に着手。
- 2016年（平成28年）10月 - 造幣局さいたま支局が東京都豊島区から移転、造幣さいたま博物館が開館。
- 2017年（平成29年）11月27日 - 大宮警察署が大宮区土手町から北袋町に移転。
- 2020年（令和2年）6月1日 - さいたま新都心バスターミナルが供用開始。
- 2022年（令和4年） - さいたま市役所の本庁舎の新築移転先に決定。

## 備考
- 北袋町の正しい読み方は「きたぶくろちょう」だが、北袋町二丁目の交差点の信号に設置されている標識は、「Kitafukurocho 2」と誤って表記されている。 また、北袋町二丁目の見沼代用水路に架かっている小さな橋「北袋橋」の読み方も、「きたふくろはし」と表記されている。

## 世帯数と人口
2017年（平成29年）9月1日現在の世帯数と人口は以下の通りである。
| 丁目         | 世帯数    | 人口    |
| ------------ | --------- | ------- |
| 北袋町一丁目 | 1,427世帯 | 3,186人 |
| 北袋町二丁目 | 1,368世帯 | 3,037人 |
| 計           | 2,795世帯 | 6,223人 |

## 小・中学校の学区
市立小・中学校に通う場合、学区（校区）は以下の通りとなる。
| 丁目         | 番地 | 小学校                   | 中学校                   |
| ------------ | ---- | ------------------------ | ------------------------ |
| 北袋町一丁目 | 全域 | さいたま市立大宮南小学校 | さいたま市立大宮南中学校 |
| 北袋町二丁目 | 全域 | さいたま市立大宮南小学校 | さいたま市立大宮南中学校 |

## 交通

### 鉄道
- さいたま新都心駅　JR東北本線（宇都宮線、高崎線、上野東京ライン、京浜東北線）

### 道路
- 首都高速埼玉新都心線
- 埼玉県道164号鴻巣桶川さいたま線（旧中山道）
- 埼玉県道35号川口上尾線（産業道路）
- 埼玉県道56号さいたまふじみ野所沢線（新都心東通り）
- 埼玉県道159号さいたま北袋線（赤山東通り）

### バス
さいたま新都心バスターミナルが設置されている。また、以下の系統のバスが地域内を走行している（いずれも東武バスウエスト）。地域内に北袋一丁目、北袋町、大宮警察（旧称・北袋住宅）のバス停がある。
- 浦44系統：大宮駅東口～さいたま新都心駅東口～北浦和駅
- 新都21系統：さいたま新都心駅東口～さいたま市立病院
- 新都22系統：さいたま新都心駅東口～東新井団地
- 新高01系統：さいたま新都心駅東口～東新井団地（首都高速経由）
- 大都23系統：大宮駅東口～さいたま新都心駅東口～さいたま市立病院
- 大都24系統：大宮駅東口～さいたま新都心駅東口～東新井団地

## 施設
- 三菱マテリアルさいたま総合事務所（旧・総合研究所）
- 造幣局さいたま支局
  - 造幣さいたま博物館
- 大宮警察署
- さいたま新都心バスターミナル
- さいたま新都心ファッションモール
  - しまむら本社ビル
- さいたま市平和台会館
- 大宮北袋郵便局
- むつみ幼稚園
- 天台宗景元寺
- 北袋天神社
- 新都心出入口（さいたま見沼方向出入口）
- 高台橋 - 土木学会選奨土木遺産